# Station Düsseldorf-Bilk
Station Düsseldorf-Bilk is een station in het stadsdeel Unterbilk van de Duitse stad Düsseldorf en ligt aan de spoorlijn Mönchengladbach – Düsseldorf. Geopend in 1891, werd het station in de jaren ’80 verbouwd tot een S-Bahn-halte. In 2022 werd een perron voor regionale treinen in dienst gesteld.

## Treinverbindingen
| Serie       | Treinsoort                          | Route | Bijzonderheden                                   |
| ----------- | ----------------------------------- | --- | ------------------------------------------------ |
| RE 4        | Regional-Express (National Express) | Aachen Hbf – Herzogenrath – Rheydt Hbf – Mönchengladbach Hbf – Neuss Hbf – Düsseldorf-Bilk – Düsseldorf Hbf – Wuppertal Hbf – Hagen Hbf – Witten Hbf – Dortmund Hbf                               | Wupper-Express                                   |
| RE 6 (RRX)  | Regional-Express (National Express) | Köln/Bonn Luchthaven – Köln Hbf – Neuss Hbf – Düsseldorf-Bilk – Düsseldorf Hbf – Duisburg Hbf – Essen Hbf – Bochum Hbf – Dortmund Hbf – Hamm Hbf – Gütersloh Hbf – Bielefeld Hbf – Minden (Westf) | Rhein-Weser-Express                              |
| RE 10       | Regional-Express (NordWestBahn)     | Düsseldorf Hbf – Düsseldorf-Bilk – Krefeld Hbf – Kempen (Niederrhein) – Aldekerk – Nieukerk – Geldern – Kevelaer – Weeze – Goch – Bedburg-Hau – Kleve                                             | Niers-Express ma-vr 2x per uur, za-zo 1x per uur |
| 20050 RE 13 | Regional-Express (Eurobahn)         | Venlo – Mönchengladbach Hbf – Neuss Hbf – Düsseldorf-Bilk – Düsseldorf Hbf – Wuppertal Hbf – Hagen Hbf – Hamm (Westf)                                                                             | Maas-Wupper-Express                              |
| RB 39       | Regionalbahn (VIAS GmbH)            | Bedburg (Erft) – Grevenbroich – Neuss Hbf – Düsseldorf-Bilk – Düsseldorf Hbf | Düssel-Erft-Bahn                                 |
| S 8         | S-Bahn (DB Regio NRW)               | Mönchengladbach Hbf – Neuss Hbf – Düsseldorf-Bilk – Düsseldorf Hbf – Gruiten – Wuppertal Hbf – Schwelm – Gevelsberg Hbf – Hagen Hbf                                                               |                                                  |
| S 11        | S-Bahn (DB Regio NRW)               | Düsseldorf Luchthaven Terminal – Düsseldorf Hbf – Düsseldorf-Bilk – Neuss Hbf – Norf – Nievenheim – Dormagen – Köln Hbf – Bergisch Gladbach                                                       | Dienstregeling S11 geldig vanaf 10-12-2023       |
| S 28        | S-Bahn (Regiobahn)                  | Kaarster See – Kaarst Mitte/Holzbüttgen – Kaarst IKEA – Neuss Hbf – Düsseldorf-Bilk – Düsseldorf Hbf – Neanderthal – Mettmann Stadtwald                                                           |                                                  |

## Stedelijk OV
Bij station Düsseldorf-Bilk bestaat aansluiting op lijnen U71, U72, U73 en U83 van de Stadtbahn van Düsseldorf, die hier de Wehrhahn-Tunnel richting Düsseldorf-stadscentrum binnenrijden. Bovendien stoppen de buslijnen M3, 835, 836 en NE7 bij het station.
0,2: Neuss Hbf ·
2,7: Neuss Am Kaiser ·
4,8: Neuss Rheinparkcenter ·
6,5: Düsseldorf-Hamm ·
7,3: Düsseldorf Völklinger Str. ·
9,1: Düsseldorf-Bilk ·
10,2: Düsseldorf Friedrichstadt ·
11,1: Düsseldorf Hbf ·
12,6: Düsseldorf-Flingern ·
16,6: Düsseldorf-Gerresheim ·
19,2: Erkrath ·
22,2: Hochdahl ·
23,7: Hochdahl-Millrath ·
26,9: Gruiten ·
31,9: Wuppertal-Vohwinkel ·
33,8: Wuppertal-Sonnborn ·
34,6: Wuppertal-Zoologischer Garten ·
37,4: Wuppertal-Steinbeck ·
38,1: Wuppertal Hbf ·
39,7: Wuppertal-Unterbarmen ·
41,6: Wuppertal-Barmen ·
43,6: Wuppertal-Oberbarmen ·
45,2: Wuppertal-Langerfeld ·
47,2: Schwelm West ·
48,8: Schwelm
1,9: Aachen Hbf ·
3,0: Aachen Schanz ·
5,3: Aachen West (Templerbend) ·
11,5: Kohlscheid ·
16,1: Herzogenrath ·
22,7: Übach-Palenberg ·
27,4: Geilenkirchen ·
34,6: Lindern ·
36,6: Brachelen ·
40,8: Hückelhoven-Baal ·
47,2: Erkelenz ·
51,7: Herrath ·
56,2: Wickrath ·
60,1: Rheydt Hbf ·
63,9: Mönchengladbach Hbf ·
65,9: Mönchengladbach-Lürrip ·
68,7: Korschenbroich ·
71,5: Kleinenbroich ·
75,3: Büttgen ·
80,9: Neuss Hbf ·
86,4: Düsseldorf-Bilk ·
88,4: Düsseldorf Hbf ·
109,1: Wuppertal-Vohwinkel ·
115,4: Wuppertal Hbf ·
118,9: Wuppertal-Barmen ·
120,9: Wuppertal-Oberbarmen ·
126,0: Schwelm ·
130,5: Ennepetal ·
141,7: Hagen Hbf ·
155,6: Schwerte (Ruhr) ·
170,9: Fröndenberg ·
178,8: Wickede ·
190,8: Neheim-Hüsten ·
198,8: Arnsberg (Westf) ·
209,8: Freienohl ·
218,6: Meschede ·
227,0: Bestwig ·
233,9: Olsberg ·
241,8: Brilon-Wald ·
247,8: Hoppecke ·
251,1: Messinghausen ·
257,2: Beringhausen ·
259,6: Bredelar ·
267,9: Marsberg ·
273,2: Westheim ·
283,4: Scherfede ·
292,9: Warburg (Westf) ·
301,0: Liebenau ·
313,1: Hofgeismar-Hümme ·
318,6: Hofgeismar ·
324,6: Grebenstein ·
329,2: Immenhausen ·
333,5: Espenau-Mönchehof ·
337,7: Vellmar-Obervellmar ·
337,7: Vellmar-Osterberg ·
340,2: Kassel-Jungfernkopf ·
341,4: Kassel-Harleshausen ·
342,5: Kassel-Kirchditmold ·
345,2: Kassel Hbf